# Майбутнє розуму
Майбутнє розуму. Наукові спроби осягнути, вдосконалити і пісилити інтелект (англ. The Future of the Mind: The Scientific Quest to Understand, Enhance, and Empower the Mind) — монографія американського фізика, футуролога і популяризатора науки Мічіо Кайку. Вперше видана у 2014 році. Книга перекладена і видана українською мовою у львівському видавництві «Літопис» у 2017 році. Українське видання отримало спеціальну відзнаку Президента Форуму видавців в рамках Форуму «Видавців — 2017».

## Характеристика
Книга присвячена розуму, його феномену та місії, а також мозку людини, найскладнішій відомій системі у Всесвіті.
Кайку з точки зору фізика дає визначення свідомості людини, її відмінності від умовної свідомості рослин, комах і вищих тварин. Людина відрізняється від тварини тим, що вона багато запам'ятовує, до того ж формує цілісну картина світу і проектує свою діяльність на майбутнє.
У першій частині книги оповідається про те, які зміни чекають на нейрологію у найближче століття. Передові розробки дадуть змогу лікувати шизофренію, технології МРТ і ЕКГ ставатимуть все більш досконалими.
Чільне місце у книзі займає проблема штучного інтелекту. Автор розвінчує ряд міфів, пов'язаних із суперкомп'ютерами і роботами. Відстоюється думка, що майбутній машинний інтелект повинен мати ряд спільних рис із людським розумом. Штучний інтелект можливо створити тільки копіюючи процеси, аналогічні мільйонолітній еволюції. Згодом стане можливим сканування кожного нейрону людського мозку, після чого буде створено повну карту головного мозку. За принципом цієї карти буде розроблено штучний інтелект.
Мічіо Кайку у своїй книзі піддає критиці сценарій «бунту машин»: у майбутньому людство поставить бар'єри і обмеження на такий випадок, а також всіляко «гуманізуватиме» свої суперпристрої.
Автор малює перед читачами вражаючі прогнози щодо далеких перспектив розуму. Зазначається, що рано чи пізно розумні істоти відмовляться від тіл: повна дебіологізація, виникнення колективного розуму, свідомість як хвиля або згусток енергії, який переміщується трансгалактичними трасами за допомогою лазерних променів. Перед розумом, що пройшов ці стадії, практично немає нічого неможливого — життя у відкритому космосі, занурення в чорну діру, подорожі в інші всесвіти.
Торкається Кайку й проблеми позаземного розуму. Вчений доводить, що ймовірність нападу розумних і, в той же час агресивних інопланетян майже дорівнює нулю.
Книга сповнена технологічного оптимізму. За Кайку, ряд соціальних протиріч у майбутньому можна буде усунути за допомогою розвитку перспективних технологій.
У кінці книги піднімаються деякі філософські проблеми, пов'язані з НТР.

## Тема фантастики у монографії
На сторінках книги можна нарахувати кілька десятків назв і навіть коротких сюжетних анотацій фантастичних літературних творів і фільмів. Автор розповідає про своє дитинство, в якому читання фантастичних книг і роздуми над проблемами, поставленими в них, спонукали його й далі розбиратися у світоустрої вже будучи відомим вченим-фізиком:
|  | Усесвіт і розум і надалі перетинаються в різних точках, великою мірою завдяки деяким революційним ідеям, що на них часто можна натрапити в творах наукової фантастики. Читаючи такі книжки в дитинстві, я мріяв належати до сленів — раси телепатів, яку вигадав А. Е. ван Воґт. Я захоплювався тим, як у трилогії Айзека Азімова Заснування мутант на ім'я Мул завдяки надзвичайним телепатичним здібностям майже здобув владу над Галактичною імперією. У фільмі Заборонена планета мене вражало те, як розвинута цивілізація, що випереджає нашу на мільйони років, спромоглася використати свою величезну телекінетичну силу й змінити дійсність відповідно до власних примх і бажань. |